# Heinz Gaube

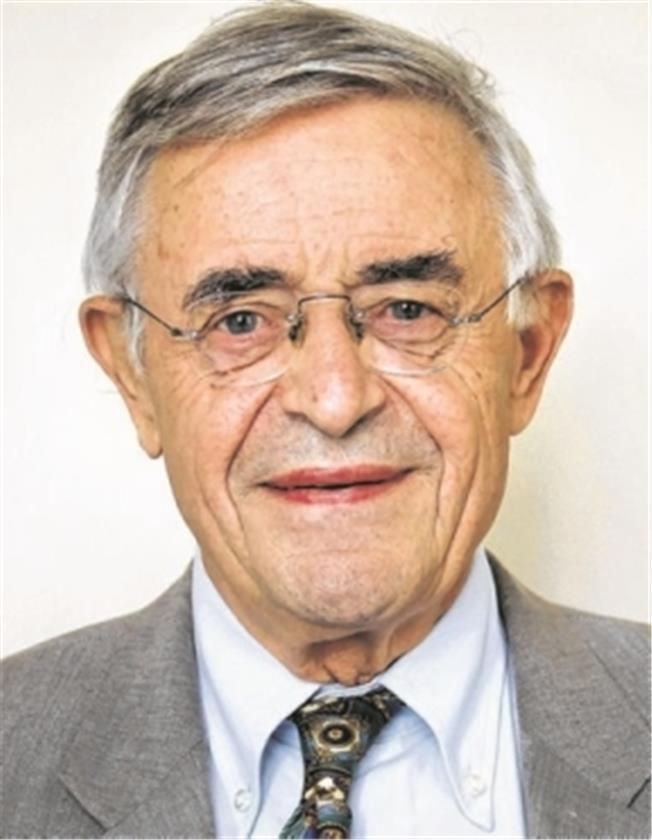
Heinz Gaube (2016)

Heinz Gaube (* 8. September 1940 in Böhmisch Leipa; † 20. März 2022 in Berlin) war Universitätsprofessor für Irankunde am Orientalischen Seminar der Eberhard Karls Universität Tübingen.

## Leben
Nach der Schulzeit in Beuna bei Halle machte Gaube in Schillingsfürst (Franken) eine Optikerlehre und leitete dort einige Jahre ein Optikergeschäft. Ab 1965 studierte Gaube Islamkunde, Iranistik, Semitistik, Kunstgeschichte, Klassische Archäologie und Theologie in Hamburg, Wien, Leningrad, Beirut und London. Nach seiner Promotion 1970 in Hamburg war er bis 1975 am Orient-Institut (OIB) der Deutschen Morgenländischen Gesellschaft in Beirut beschäftigt. 1976 habilitierte er sich an der Universität Frankfurt/Main.
Seiner Berufung auf die Professur für Irankunde an der Universität Tübingen im Jahre 1978 ging eine Gastprofessur an der New York University (1977) voraus. 1981 lehrte Gaube als Professor für „Geschichte, Theorie und Kritik der islamischen Architektur und Urbanistik“ am Massachusetts Institute of Technology (MIT) in Cambridge, USA.
Als Professor in Tübingen engagierte sich Gaube neben seiner Lehrtätigkeit am DFG-Sonderforschungsbereich 19 "Tübinger Atlas des Vorderen Orients" (ab 1982) und initiierte die Forschungsstelle für islamische Numismatik sowie die „Forschungsstelle für die Wirtschafts- und Unternehmensgeschichte des östlichen Mittelmeerraums und des Nahen Ostens“ (CEBHEM – Centre for the Economic and Business History of the Eastern Mediterranean and the Middle East).
Gaube führte zahlreiche Feldforschungen durch. So von 1968 bis 1974 im Südwesten des Iran sowie im Libanon zur ländlichen Architektur, in Syrien zur Spätantike, zum frühen Islam und zur arabischen Epigraphik sowie in der iranischen Stadt Isfahan. Nach 1975 forschte Gaube in iranischen Städten sowie den Regionen Sistan und Makran, betrieb Stadtforschung in der afghanischen Stadt Herat, untersuchte Genese und Form ländlicher Siedlungen im Jemen, die Stadt Taif in Saudi-Arabien, erhob ein Survey südlich von Amman (Jordanien) und war maßgeblich an der empirisch unterlegten Entwicklung eines Sanierungskonzepts für die Altstadt von Aleppo in Syrien beteiligt.
Gaube war Gründer des Vereins "Freunde der Altstadt von Aleppo" mit Sitz in Stuttgart, der seine Mittel in punktuellen Sanierungsmaßnahmen einsetzt, arbeitete als Projektberater an Sanierungskonzepten für die Altstadt von Homs, führte Bauforschungen zu islamischen Grabbauten in Pakistan durch, beschäftigte sich mit archäologischen und siedlungsgeschichtlichen Fragen der usbekischen Städte Chiwa und Buchara sowie Oasensiedlungen in Oman. Am 20. März 2022 starb Heinz Gaube im Alter von 81 Jahren in Berlin.

## Publikationen

### Bücher
- Arragan/Kuh-Giluyeh. Eine südpersische Provinz von der arabischen Eroberung bis zur Safawidenzeit. (= Österreichische Akademie der Wissenschaften Denkschrift. 107. Band). Wien 1973. (Dissertation, persische Übersetzung, Tehran 1981).
- Arabosasanidische Numismatik. Braunschweig 1973.
- Ein arabischer Palast in Südsyrien. Hirbet el-Baida. Beirut 1974.
- Arabische Inschriften aus Syrien. Beirut 1978.
- mit Eugen Wirth: Der Bazar von Isfahan. Wiesbaden 1978.
- Iranian Cities. New York 1979 (persische Übersetzung, Tehran 1986).
- mit Eugen Wirth: Aleppo. Historische und geographische Beiträge zur baulichen Gestaltung, zur sozialen Organisation und zur wirtschaftlichen Dynamik einer vorderasiatischen Fernhandelsmetropole. Wiesbaden 1984 (arabische Übersetzung, Beirut 2001).
- Konrad Miller. Mappae Arabicae. Wiesbaden 1986.
- Taif. Entwicklung, Struktur und traditionelle Architektur einer arabischen Stadt im Umbruch. Wiesbaden 1993.
- mit Thomas Leisten: Die Kernländer des Abbasidenreichs im 10./11. Jh. Wiesbaden 1993.
- Bukhara. The Eastern Dome of Islam. Stuttgart 2001.
- mit Mamoun Fansa, Jens Windelberg (Hrsg. und Hauptautor): Damaskus-Aleppo. 5000 Jahre Stadtentwicklung in Syrien. Mainz 2000.
- mit Anette Gangler und Attilio Petruccioli: Bukhara. The Eastern Dome of Islam. Stuttgart/London 2004.
- mit Bernd Schneidmüller und Stefan Weinfurter (Hrsg.): Konfrontation der Kultur? Saladin und die Kreuzfahrer. Mainz 2005.
- Islamic Art in Oman. Muscat 2008 (12a Arabische Übersetzung, Muscat 2014).
- mit Anette Gangler: Transformationsprocesses in Oasissettlements in Oman. Muscat 2010.
- The Ibadis in the Region of the Indian Ocean. Section One: East Africa. Hildesheim – Zürich – New York 2013.
- Illuminated Qurans from Oman. Hildesheim – Zürich – New York 2016.
- mit Muhammad Al-Shaykh: Al-falsafa al-akhlaqiya. Muscat 2016
- mit Attilio Petruccioli und Faramarz Rafipour: Kashan an Iranian City in Chang (In Druck).
- The "Jabrin Collection" : royal tableware service, Hildesheim; Zürich; New York : Georg Olms Verlag, 2021, ISBN 978-3-487-16004-7

### Aufsätze
- Die Teppiche der Westtürkmenischen Gruppe. In: Mitteilungen der Societas Uralo-Altaica. 1. 1968, S. 45–62.
- Der späteste bisher bekannte Arabosasanidische Dirhem. In: Schweizer Münzblätter. 22, 1972, S. 57–59.
- Hirbat al-Baida au al-Qasr al-Abyad. In: Les Annales Archaeologiques Arabes Syriennes. 24, 1974, (arabischer Teil), S. 101–108.
- An Examination of the Ruins of Qasr Burqu. In: The Hashemite Kingdom of Jordan. Annuals of the Department of Antiquities. 19, 1974, S. 93–100, S. 207–214.
- als Mitautor: Wochenmärkte, Marktorte und Marktzyklen in Vorderasien. In: Erdkunde. 30, 1976, S. 9–31.
- Innenstadt-Aussenstadt. Kontinuität und Wandel im Grundriss von Herat (Afghanistan). In: G. Schweizer (Hrsg.): Beiträge zur Geographie orientalischer Städte und Märkte. Wiesbaden 1977, S. 213–240.
- Libanon. Hintergründe des Bürgerkrieges. In: Geographische Rundschau. 29, 1977, S. 286–290.
- Amman, Harane und Qastal. Vier frühislamische Bauwerke in Mitteljordanien. In: Zeitschrift des Deutschen Palästina-Vereins. 93, 1977, S. 52–86.
- Die syrischen Wüstenschlösser. Einige wirtschaftliche und politische Gesichtspunkte zu ihrer Entstehung. In: Zeitschrift des Deutschen Palästina-Vereins. 95, 1979, S. 180–209.
- Ein Abschnitt der safavidischen Bandar-e 'Abbas - Siraz - Strasse: Die Strecke von Sayyed Gemal ad-Din nach Lar. In: Iran. 17, 1979, S. 33–47.
- Mittelalterliche Münz- und Keramikfunde aus dem unteren Habur-Tal (Nordsyrien). In: Litterae Numismaticae Vindobonenses. 1, 1979, S. 169–184.
- Im Hinterland von Siraf. Das Tal von Galledar/Fal und seine Nachbargebiete. In: Archäologische Mitteilungen aus Iran. 13, 1980, S. 149–166.
- Herat und sein Umland im 15. Jahrhundert nach literarischen und archäologischen Quellen. In: C. Rathjens (Hrsg.): Neue Forschungen zu Afghanistan. Opladen 1981, S. 202–213.
- Arabs in Sixth-Century Syria: Some Archaeological Observations. In: British Society for Middle Eastern Studies. Bulletin. 8, 1981, S. 93–98.
- Epigraphik. In: W. Fischer (Hrsg.): Grundriss der Arabischen Philologie 1 1982, S. 211–225.
- Numismatik. In: W. Fischer (Hrsg.): Grundriss der Arabischen Philologie 1 1982, S. 226–250.
- Nomaden und Bauern. In: K. Kohlmeyer, E. Strommenger: Land des Baal. Berlin 1982, S. 293–297.
- Die islamisch-orientalische Stadt und ihre Bewohner. In: K. Kohlmeyer, E. Strommenger: Land des Baal. Berlin 1982, S. 297–301.
- Syrien und Europa in frühislamischer Zeit. In: K. Kohlmeyer, E. Strommenger: Land des Baal. Berlin 1982, S. 316–318.
- Die Kreuzritter in Syrien. In: K. Kohlmeyer, E. Strommenger: Land des Baal. Berlin 1982, S. 319–321.
- Mazdak: Historical Reality or Invention? In: Studia Iranica. 11, 1982, S. 111–122.
- Geschichte, Altertümer und Archäologie in den Kernländern des Islam. Ihre Rezeption und ihre Wirkung aufeinander zwischen Mittelalter und Neuzeit. In: H. Müller-Karpe (Hrsg.): Archäologie und Geschichtsbewusstsein. München 1982, S. 85–103.
- Die Minderheitsreligionen in Iran vor und nach der Revolution. In: G. Kehrer (Hrsg.): Vor Gott sind alle gleich. Düsseldorf 1983, S. 147–163.
- Siedlungsgeschichtliche Untersuchungen im Becken von at Tur. In: H. Kopp, G. Schweizer (Hrsg.): Entwicklungsprozesse in der Arabischen Republik Jemen. Wiesbaden 1984, S. 237–247.
- mit P. Calmeyer: Eine edlere Frau als sie habe ich nicht gesehen. In: Papers in Honour of Professor Mary Boyce. Hommages et Opera Minora 10, Leiden 1985, S. 43–60.
- Theologe und Staat in Iran. In: H. v. Stietencron (Hrsg.): Theologen und Theologie in verschiedenen Kulturkreisen. Düsseldorf 1986, S. 164–176.
- Die Syrisch-Jordanischen Wüstenschlösser. In: Eothen. 2–3, 1991/92, S. 23–30.
- mit A. Gangler: Zur Restauration eines alten Wohnhauses ('Madrasa Saifaddaula') im Aleppiner Viertel al-Farafra. In: Eothen. 2–3, 1991/92, S. 23–30.
- mit A. Gangler: Erster Bericht über unsere Arbeit in den nordöstlichen Wohnquartieren von Aleppo. In: Damaszener Mitteilungen. 4, 1989, S. 231–249. --- Arabische Version in: Adiyat Halab. 6–7, 1992, S. 93–124.
- Syrien am Vorabend der Moderne. In: J. Kalter (Hrsg.): Syrien, Mosaik eines Kulturraumes. Stuttgart/London 1991, S. 25–38.
- Die Stadt. In: J. Kalter (Hrsg.): Syrien, Mosaik eines Kulturraumes. Stuttgart/London 1991, S. 47–52.
- Die Quellen zur Karte B VII 6: Die Kernländer des 'Abbasidenreichs und ihre Auswertung. In: W. Röllig (Hrsg.): Von der Quelle zur Karte. Weinheim 1991, S. 199–216.
- Zoroastrismus (Die Religion des Zarathustra). In: E. Brunner-Traut (Hrsg.): Die großen Religionen des Alten Orients und der Antike. Stuttgart 1992, S. 95–121.
- mit A. Gangler: A Quarter of Aleppo in the 19th and 20th Centuries. Some Socio-Economical and Architectural Aspects. In: La Revue du Monde Musulman et de la Méditerranée. 62, 1991-4, S. 159–168.
- Krieger, Händler, Missionare. Die Ausbreitung des Islam seit dem siebten Jahrhundert. In: J. Kalter (Hrsg.): Die Gärten des Islam. Stuttgart/London 1993, S. 34–42.
- Fernhändler und ihre Güter im Bazar von Isfahan um 1700. In: asien afrika lateinamerika. 21, 1993, S. 91–101.
- Die iranische Moschee. In: Spektrum Iran. 6/4, 1993, S. 5–33.
- Das Mausoleum des Yusuf Gardizi in Multan. In: Oriens. 34 1994, S. 330–347.
- Die orientalisch-islamische Stadt. In: Trialog, Zeitschrift für Planen und Bauen in der Dritten Welt. 40, 1994, S. 10–13.
- Uzbekistan und seine Nachbargebiete in der vorislamischen Zeit. In: J. Kalter (Hrsg.): Uzbekistan. Stuttgart/London 1995, S. 33–52.
- Die Perser. In: Brockhaus. Die Bibliothek. Kunst und Kultur 1. Leipzig/Mannheim 1997, S. 554–583.
- Aleppo zwischen Antike und dem Anfang des 20. Jahrhunderts. In: G. Wilhelm (Hrsg.): Die Orientalische Stadt. Kontinuität, Wandel, Bruch. Saarbrücken 1997, S. 375–383.
- The traditional water and sewer system in the Old City of Aleppo and its changes in the mandatory period. In: T. Philipp, B. Schaebler (Hrsg.): The Syrian Land. Stuttgart 1998, S. 157–174.
- Islamic Baalbek: The qal'ah, the mosques and other buildings. In: H. Sader, A. Neuwirth (Hrsg.): Baalbek. Beirut 1999, S. 305–331.
- What can Arabic and Persian Soucs tell us about the Structure of 10th Century Bukhara? In: A. Petruccioli (Hrsg.): Bukhara. The Myth and the Architecture. Cambridge Mass. 1999, S. 19–28.
- Das Mausoleum von Adhiri im Panjab. In: Carole Hillenbrand (Hrsg.): Studies in Honor of Clifford Edmund Bosworth. Leiden 2000, II, S. 96–108.
- Damaskus - Aleppo. Zwei Aspekte - eine Kultur. In: M. Fansa, H. Gaube, J. Windelberg (Hrsg.): Damaskus-Aleppo. 5000 Jahre Stadtentwicklung in Syrien. Mainz 2000, S. 15–20.
- Aleppo zwischen Alexander dem Großen und der arabischen Eroberung. In: M. Fansa, H. Gaube, J. Windelberg (Hrsg.): Damaskus-Aleppo. 5000 Jahre Stadtentwicklung in Syrien. Mainz 2000, S. 101–109.
- Aleppo in der Osmanenzeit. In: M. Fansa, H. Gaube, J. Windelberg (Hrsg.): Damaskus-Aleppo. 5000 Jahre Stadtentwicklung in Syrien. Mainz 2000, S. 148–159.
- Waqf in Aleppo. In: M. Fansa, H. Gaube, J. Windelberg (Hrsg.): Damaskus-Aleppo. 5000 Jahre Stadtentwicklung in Syrien. Mainz 2000, S. 316–325.
- Die traditionelle Wasserversorgung von Aleppo. In: M. Fansa, H. Gaube, J. Windelberg (Hrsg.): Damaskus-Aleppo. 5000 Jahre Stadtentwicklung in Syrien. Mainz 2000, S. 341–356.
- Das Mausoleum bei Sadan Shah im Panjab. In: Damaszener Mitteilungen. 11, 1999, S. 139–146.
- mit A. v. Gladis: Säulen unter dem arabischen Halbmond. In: Baalbek. Im Bann römischer Monumentalarchitektur. Mainz 1999, S. 72–87.
- How the city came to Bukhara. In: A. Petruccioli, M. Sella, G. Strapa: The Planned City? Bari 2003.
- The origin of the plan of some early medieval cities in Transoxania and Eastern Iran. In: Transoxiana. Festschrift E.V. Rtveladze. Taschkent 2004, S. 245–258.
- Wie ist Khirbat al-Bayda chronologisch einzuordnen? In: Oriente Moderno. 23, 2, 2004, S. 449–467.
- Planer und Städter im alten und mittelalterlichen Vorderen Orient. In: R. Arnzen, J. Thielmann (Hrsg.): Words, Texts and Concepts Cruising the Mediterranean Sea. Leuven 2004, S. 523–536.
- Hof und höfisches Leben im Orient des Hochmittelalters. In: H. Gaube, B. Schneidmüller, S. Weinfurter (Hrsg.): Konfrontation der Kultur? Saladin und die Kreuzfahrer. Mainz 2005, S. 9–30.